# 表演藝術訓練及研究所
表演藝術訓練及研究所（英語：Performing Arts Research and Training Studios），簡稱P.A.R.T.S.是一所比利時現代舞學校，創辦者為女編舞家安娜·泰瑞莎·姬爾美可。經過數十年的存在，P.A.R.T.S.迅速成為全球最流行的舞蹈培訓中心之一。

## 培訓
學校每數年收生一次，令次約五十名學生，學習的過程分別可選取2年培訓和研究。主要課程有：
- 芭蕾舞技巧
- 現代舞技巧
- 表演劇目
- 即興技巧
- 戲劇和音樂
- 編舞